# Nagycsécs megállóhely
Nagycsécs megállóhely egy megszűnt Borsod-Abaúj-Zemplén vármegyei vasútállomás, Nagycsécs településen, melyet a MÁV üzemeltet.

## Vasútvonalak
Az állomást az alábbi vasútvonalak érintik:
- Nyékládháza–Tiszaújváros-vasútvonal

## Kapcsolódó állomások
A vasútállomáshoz az alábbi állomások vannak a legközelebb:
- Hejőkeresztúr vasútállomás (Nyékládháza–Tiszaújváros-vasútvonal)
- Sajószöged megállóhely (Nyékládháza–Tiszaújváros-vasútvonal)

## Forgalom
A vasútállomáson a Tiszaújváros és Nyékládháza, illetve Miskolc között közlekedő személyvonatok álltak meg.